# Friedrich Anton Wilhelm Miquel
Friedrich Anton Wilhelm Miquel (Neuenhaus, 24 oktober 1811 - Utrecht, 23 januari 1871) was een Nederlands botanicus die onder andere onderzoek deed naar de flora van Nederlands-Indië.

## Levensloop
Miquel studeerde medicijnen aan de Universiteit van Groningen, waar hij in 1833 promoveerde. Na eerst als arts in het Buitengasthuis in Amsterdam te hebben gewerkt, ging hij in 1835 les in de medicijnen geven aan de Klinische School in Rotterdam. In 1846 werd hij hoogleraar in de botanie aan het Athenaeum Illustre. In 1859 stapte hij over naar de Universiteit Utrecht, waar hij behalve hoogleraar ook directeur was van de Utrechtse botanische tuinen (toen aan de Nieuwe Gracht gevestigd, nu de Oude Hortus). Tegelijkertijd was hij vanaf 1862 directeur van het Rijksherbarium in Leiden. Omdat de directeur van het Rijksherbarium niet zelf een collectie mocht houden, verkocht Miquel bij zijn benoeming zijn collectie aan de Universiteit Utrecht. Deze collectie is opgenomen in de collecties van het Nationaal Herbarium Nederland.

## Werk
Miquel deed onderzoek aan de taxonomie van planten. Hij was geïnteresseerd in de flora van de Nederlandse koloniën, zo schreef hij een flora voor Nederlands-Indië en voor Suriname. Hoewel hij zelf nooit ver reisde, wist hij door middel van correspondentie een grote verzameling Australische en Nederlands-Indische planten aan te leggen. Hij beschreef een aantal belangrijke families zoals Casuarinaceae, Myrtaceae, Piperaceae en Polygonaceae. In totaal heeft hij zo'n 7000 botanische namen gepubliceerd. Door zijn samenwerking met de Duitse botanicus Göppert raakte hij ook geïnteresseerd in de paleobotanie, de studie van fossiele planten. De twee publiceerden samen over fossiele Cycadospermen.
Samen met Jacob Gijsbert Samuel van Breda, Pieter Harting en Winand Staring zat hij in de eerste commissie voor het maken van een geologische kaart van Nederland, die in 1852 was ingesteld door Thorbecke.

## Nalatenschap
Miquel stierf op 59-jarige leeftijd in 1871, waarna hij als directeur van het Rijksherbarium werd opgevolgd door Willem Frederik Reinier Suringar. Uit de nalatenschap van Miquel is het Miquel-fonds opgericht, dat financiële steun biedt aan botanici aan de Universiteit Utrecht. De voormalige woning van de directeur van de botanische tuinen in de Utrechtse binnenstad is naar Miquel het "Miquelhuis" genoemd. In het Haagse Laakkwartier is een straat naar hem genoemd. Amsterdam had een halve eeuw lang een Miquelstraat, die tijdens de Tweede Wereldoorlog een andere naam kreeg en later werd opgenomen in de Wibautstraat.
Miq. is de standaardafkorting voor Miquel ter aanduiding van door hem gepubliceerde botanische namen. Het plantengeslacht Miquelia is naar hem genoemd.

## Belangrijkste publicaties
- Genera Cactearum, Rotterdam, 1839
- Monographia Cycadearum, Utrecht, 1842
- Systema Piperacearum, Rotterdam, 1843-1844
- Illustrationes Piperacearum, Bonn, 1847
- Cycadeae quaedam Americanae, partim novae. Amsterdam, 1851.
- Flora Indiae batavae, Amsterdam, 1855-1859
- De Palmis Archipelagi Indici observationes novae. Amsterdam, 1868.

- Bibliothèque nationale de France: cb12552083b (data)
- Author citation (botany): Miq.
- Biografisch Portaal: 09694977
- CiNii: DA03034370
- Digitale Bibliotheek voor de Nederlandse Letteren: miqu001
- Gemeinsame Normdatei: 11704976X
- International Standard Name Identifier: 0000 0000 8127 8522
- Library of Congress Control Number: n84073970
- Nationale bibliotheek van Australië: 35418485
- Nationale Bibliotheek van Israël: 987007277823005171
- Nederlandse Thesaurus van Auteursnamen: 070230420
- Réseau des bibliothèques de Suisse occidentale: 02-A003597871
- LIBRIS: 252516
- Système universitaire de documentation: 034805737
- Museum of New Zealand Te Papa Tongarewa: 50341
- Trove: 945832
- Virtual International Authority File: 49339105
- WorldCat: E39PBJdGMBJcJYHVkVFd4kwV4q